# John Carisi
John E. „Johnny“ Carisi (* 23. Februar 1922 in Hasbrouck Heights/New Jersey; † 3. Oktober 1992 in New York City) war ein US-amerikanischer Jazztrompeter und Komponist.

## Leben und Werk
Carisi war auf der Trompete zunächst Autodidakt, studierte aber auf der High School Instrument und Komposition. 1948 bis 1950 nahm er bei Stefan Wolpe Kompositionsunterricht. Er spielte unter anderem in der Band von Herbie Fields (1938–1943) und trat dann in Glen Millers Airforce Band ein. Nach dem Zweiten Weltkrieg arbeitete er bei Ray McKinley, Claude Thornhill, Charlie Barnet, Urbie Green sowie Benny Goodman. Seit den 1950ern hat er auch im Fernsehen gearbeitet, insbesondere in Your Show of Shows seines Ex-Kollegen Sid Caesar und im Philco Playhouse. Er spielte weiterhin auf Aufnahmen von Tony Scott oder Paul Quinichette. Kurz vor seinem Tod hat er ein Duo mit Gitarrist James Chirillo eingespielt.
Ende der 1940er gelang ihm ein Durchbruch als Arrangeur. Er arrangierte unter anderem für Claude Thornhill, Charlie Parker, Brew Moore, Miles Davis, Vincent Lopez und Marvin Stamm. Seine Kompositionen, die teilweise in ihrer harmonischen Struktur sehr avanciert sind, sind unter anderem von Miles Davis, Gerry Mulligan, Gil Evans und Bill Evans aufgenommen worden. Seine bekannteste Jazzkomposition ist wahrscheinlich „Israel“, zunächst bei den Birth-of-the-Cool-Sessions vom Davis-Nonett eingespielt, die er Anfang der 1960er Jahre neu für die Gerry Mulligan Concert Jazz Band arrangierte. Unter der nominellen Leitung von Gil Evans (Into the Hot) nahm Carisi 1961 drei Stücke mit der Evans-Band auf, die unter dem Eindruck einer Asienreise entstanden sind: Moon Taj, Angkor Wat sowie Barry´s Tune, das ein Feature für den mitspielenden Barry Galbraith ist. 1965 schrieb er sein „Saxophon-Quartett Nr.1“, das 2000 bei hat(now)ART auf CD erschienen ist. Er komponierte und arrangierte aber auch für die Studios und war teilweise mit klassischer Musik beschäftigt. Carisi betätigte sich weiterhin als Musikpädagoge; seit 1969 lehrte er an der Manhattan School of Music.
Carisi äußerte sich zum Thema Kategorisierung seiner Musik auf Into The Hot gegenüber Nat Hentoff: „Wenn Sie einen Begriff brauchen, um das zu beschreiben, was ich komponiere, nennen Sie es einfach »amerikanische Musik«.“

## Diskografie (Auswahl)
- Paul Quinichette: Complete Dawn Sessions (Blue Moon 1956–57)
- Gil Evans: Gil Evans and Ten (Prestige Records, 1957)
- Miles Davis & Gil Evans Orchestra: Miles Ahead (Columbia, 1957)
- Gil Evans: Into The Hot (Impulse! Records; 1961), die Carisi-Session mit Joe Wilder, Urbie Green, Bob Brookmeyer, John Glasel, Art Davis, Harvey Phillips, Phil Woods, Gene Quill, Eddie Costa, Barry Galbraith, Osie Johnson
- John Carisi, Eddie Sauter, Christian Wolff, Stefan Wolpe: Counterpoise (hat(now)ART; 2000)